# 裴孟飞
裴孟飞（1908年—1972年），男，山西灵石人，中华人民共和国政治人物，曾任中共中央组织部副部长，中共中央财贸部副部长，中共山东省委书记处书记，中共甘肃省委书记处书记。